# Melchior Weißenhagen
Melchior Weißenhagen (* 20. Mai 1849 in Ershausen; † 9. November 1905 in Monheim) war katholischer Geistlicher und Mitglied des Deutschen Reichstags.

## Leben
Weißenhagen besuchte das Gymnasium zu Heiligenstadt (Eichsfeld) und studierte Philosophie und Theologie an der Gregoriana von 1869 bis 1875. Ab 1875 war er in der Seelsorge in der Diözese Eichstätt, zuerst als Kaplan, ab 1884 als Pfarrer tätig. Zuletzt war er Stadtpfarrer in Monheim.
Ab 1898 bis zu seinem Tode war er Mitglied des Deutschen Reichstags für den Wahlkreis Schwaben 2 (Donauwörth, Nördlingen, Neuburg) und die Deutsche Zentrumspartei. 1905 war er auch kurzzeitig Mitglied der Bayerischen Kammer der Abgeordneten.